# Proto Motors
Proto Motors ( 프로토자동차 en Coréen) est une marque de fabrique automobile coréenne. Créée en 1997 en qualité de recherche et développement dans le secteur automobile, Proto Motors était initialement dédiée au développement de voitures électriques et de limousines à rallonges.
En 2001, elle se lançait dans la construction en fabriquant son propre véhicule, la "PS-II", voiture de sport à moteur central. L'année suivante débutait le développement d'un modèle de PS-II destiné à la production, la Proto Motors Spirra, rêve qui devint réalité en 2004. Sixième constructeur en Corée, cette marque se retrouve à présent sur le devant de la scène grâce à sa volonté d'innover.
Proto Motors a créé avec beaucoup de succès la Spirra de 2004, cylindrée à 4.6 et motorisée en V8.